# 褚貞娥
褚贞娥，明朝崇祯末年宫嫔。
崇祯帝让文震亨改撰琴谱。崇祯帝自制《五建皇极》、《百僚》、《师师》诸曲。命文震亨交付尹紫芝翻谱、钩剔。当时管理此事的是内监琴张（张姓琴师）。琴张奉命让宫嫔褚贞娥等，以尹紫芝为师，学习弹琴。文震亨的儿子轮庵和尚（文同揆）有《轮庵和尚鼎湖篇序》提到此事。